# 歌川国貞 (3代目)

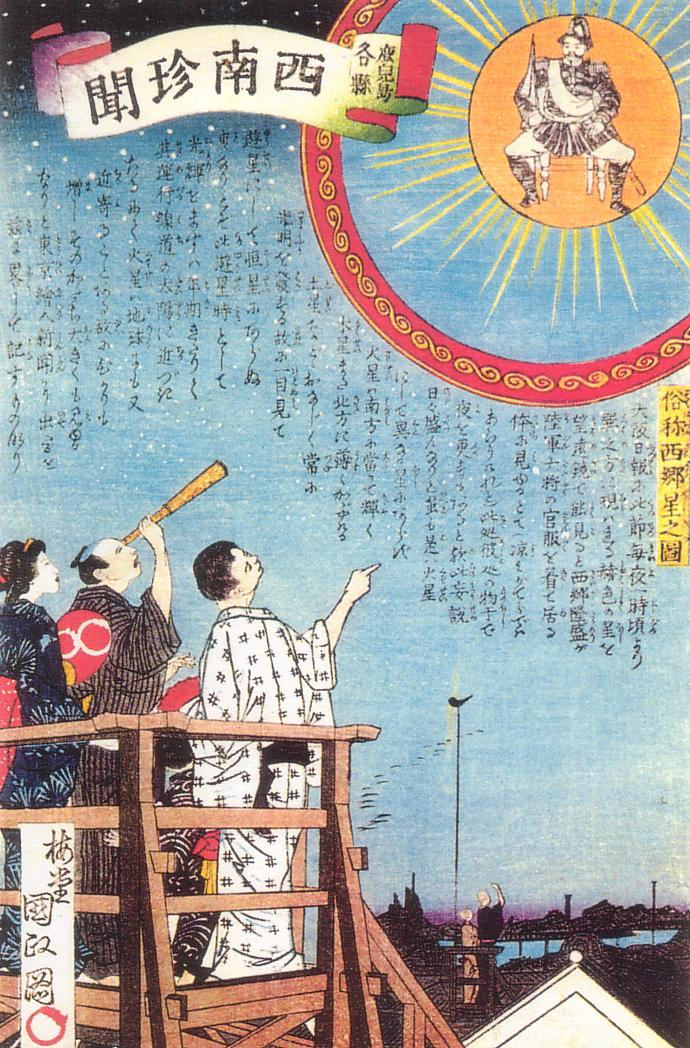
「西南珍聞 俗称西郷星之図」明治10年（1877年）

三代目 歌川国貞（さんだいめ うたがわ くにさだ、嘉永元年（1848年） - 大正9年（1920年）10月26日）とは、江戸時代末期から明治時代にかけての浮世絵師。

## 来歴
三代目歌川豊国及び四代目歌川豊国の門人。姓は竹内（母方）、幼名は朝太郎、名は栄久。梅堂、梅朝楼、香朝楼、一寿斎、梅堂豊斎、芳斎と号す。江戸（現在の東京都区部）日本橋の生まれ。父は大阪屋栄次郎（杵屋貞山）、母は堀利煕の藩士の娘で竹内さとといった。生後まもなくして一家は深川富吉町に移る。3代国貞は母方の姓を称しており、安政5年（1858年）、11歳で父の友人歌川国麿の父を介して狂言作者の桜田左交（3代治助）に伴われて三代目豊国に入門し、梅堂国政･一寿斎国政（四代目歌川国政）と称した。三代目豊国の没後、二代目歌川国貞（四代目豊国）に学ぶ。明治22年（1889年）に三代目として国貞の名を継ぎ、香蝶楼と号す。さらに明治24年（1891年）以降、豊斎と号した。主に文明開化絵や役者絵を描き、初代市川左團次の似顔絵を得意としていた。風俗画も多く描いている。蠣殻町2丁目に住し、後に浅草田町に移った。
国政時代には「東京十二景」、「東京写真名所一覧」、「東京開化名景競」、「東京尾張街繁栄之図」、「東京銀座煉瓦石造繁栄之図」などの3枚続がある。蒸気機関車を何枚も描いて開化絵に積極的であった。その他、団扇絵、横浜絵、役者の似顔絵、博覧会図、版本、新聞挿絵なども手がけている。役者絵では市川左団次を得意としていた。大正9年10月26日死去。享年73。

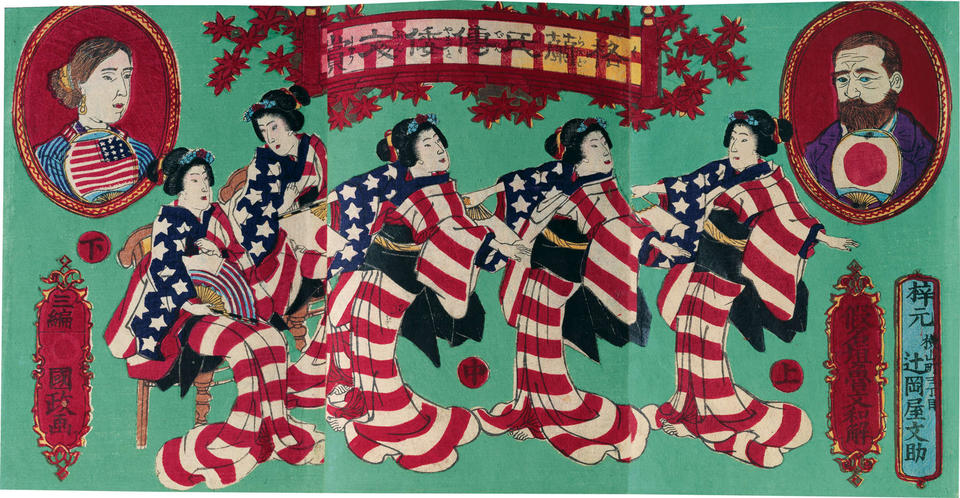
仮名垣魯文著『格蘭氏伝倭文賞』の挿絵（1879年）

門人に五代目歌川国政、二代目歌川国虎、尾竹国一がいる。

## 作品
- 「おはりや下さしきの図」 大判3枚続 慶応3年（1867年）※2代目国貞画、背景の家屋を3代目国貞が描く。
- 「於横浜無類絶妙英国之役館」 大判3枚続 明治3年（1870年）
- 「いらすやの景」 団扇絵2枚組 明治3年‐明治4年
- 「東京新橋鉄道繁栄并高輪遠景」　大判3枚続　交通博物館、早稲田大学図書館、慶応大学図書館、博物館明治村など所蔵 明治6年（1873年）1月
- 「横浜鉄道蒸気車通行之図」 大判3枚続 明治6年
- 「東京名所 室町三井富士遠景」　大判3枚続　GAS MUSEUM がす資料館、早稲田大学図書館、逓信総合博物館など所蔵 明治7年（1874年）
- 「新富座本普請落成夜劇場看客群集図」　大判3枚続　GAS MUSEUM がす資料館所蔵 明治11年（1878年）
- 「中宵宮五人侠客」 大判6枚揃 明治12年（1879年）
- 「浅草橋並雷神門新築落成之図」 大判3枚続 明治17年（1884年）
- 「東京吾妻橋新築落成之図」　大判3枚続　GAS MUSEUM がす資料館所蔵 明治20年（1887年）
- 「江戸開府三百年祭」 大判3枚続 明治22年（1889年）
- 「川上演劇日清戦争」 大判3枚続 明治27年（1894年）頃
- 「歌舞伎座一月狂言」 大判3枚続 明治34年（1901年）

「横浜鉄道蒸気出車之図」、明治5年（1872年）
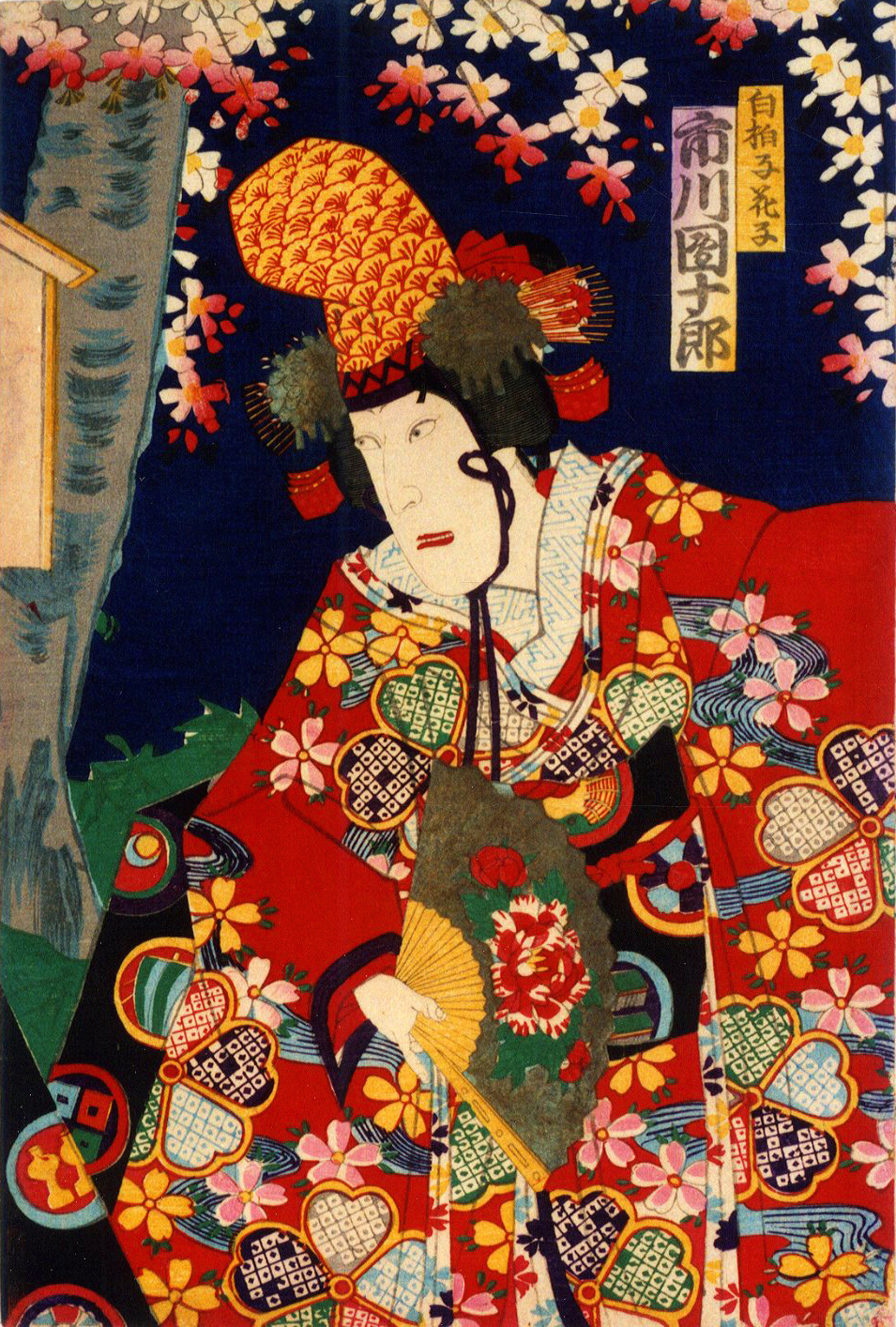
「白拍子花子 市川團十郎」 東京都立図書館、早稲田大学演劇博物館など蔵。明治14年（1884年）4月東京市村座上演の 『鎮西八郎英傑譚』から中幕『春色二人道成寺』を描いた役者絵。
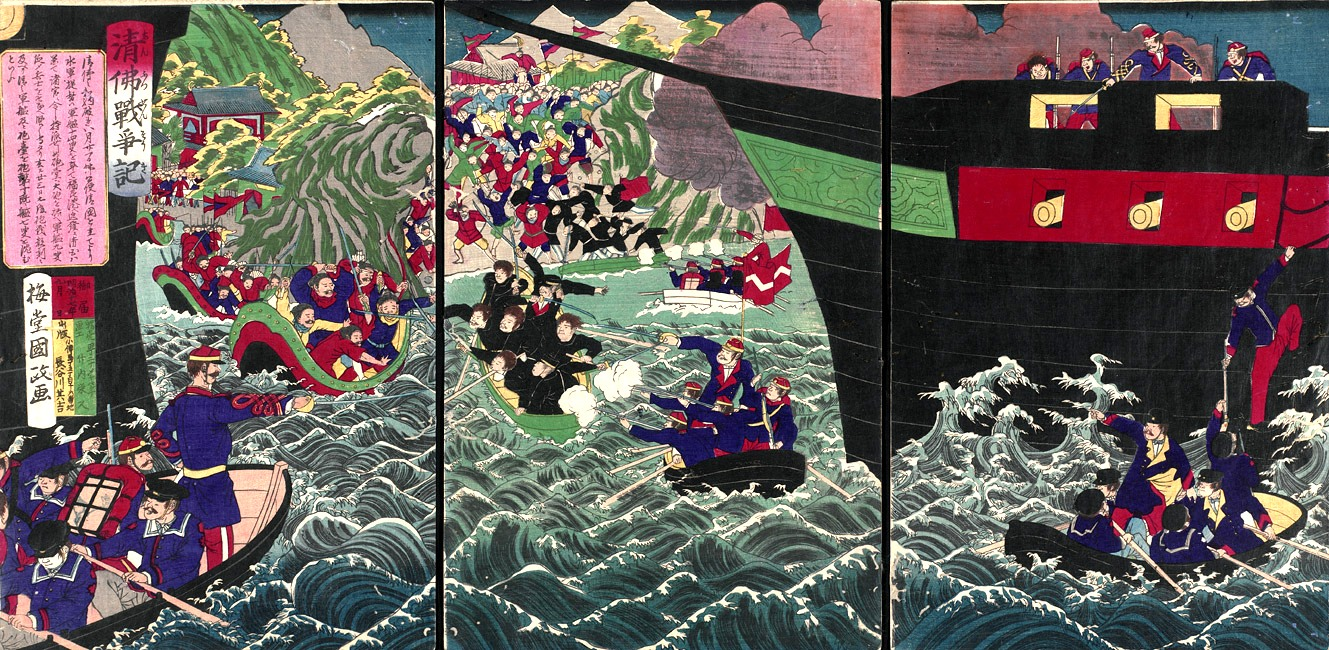
「清佛戦争記」 明治14年（1884年）